# Дьяченко, Владимир Владимирович
Владимир Владимирович Дьяченко (род. 30 ноября 1954) — советский и российский спортсмен, тренер по фехтованию. Заслуженный тренер России

## Биография
В 1972 году переехал из города Калинина в Ленинград и поступил Институт физкультуры имени Лесгафта. Выступал на соревнованиях по фехтованию различного уровня, был удостоен почётного звания мастера спорта СССР. В 1975 году женился на Наталье Александровне Дьяченко, с которой учился в одной группе.
В течение многих лет работает в качестве тренера по фехтованию на саблях и рапирах. Подготовил множество спортсменов, самыми выдающимися из которых являются Николай Ковалёв, многократный чемпион мира и Европы, бронзовый призёр летних Олимпийских игр 2012 года в Лондоне; Артём Занин, заслуженный мастер спорта России; Елена Нечаева, шестикратная чемпионка Европы; Екатерина Дьяченко, чемпионка Олимпийских игр 2016 года в Рио-де-Жанейро и родная дочь Владимира Владимировича.
В 2013 году был награждён медалью ордена «За заслуги перед Отечеством» II степени. В 2014 году был назван лучшим личным тренером по версии Федерации фехтования России. Также обладает почётным знаком «За заслуги в развитии олимпийского движения в России».

### Семья
Жена — Наталья Александровна Дьяченко, заслуженный тренер России. Сын — Алексей Владимирович Дьяченко, фехтовальщик, бронзовый призёр Олимпийских игр, имеет четверых детей. Дочь — Екатерина Владимировна Дьяченко, фехтовальщица, чемпионка Олимпийских игр, трёхкратная чемпионка мира, пятикратная чемпионка Европы.